# Moises dos Santos Cesar
Moises dos Santos Cesar (* 9. April 1983) ist ein brasilianischer Volleyballspieler.

## Karriere
Moises dos Santos Cesar konnte mit seinen brasilianischen Mannschaften diverse vordere Platzierungen erreichen; dazu zählte ein vierter Platz bei der Club-Weltmeisterschaft 2008. Bis 2010 spielte der Mittelblocker in der ersten spanischen Liga bei CD Numancia. Anschließend kehrte er für eine Saison zurück nach Brasilien zu São Caetano. Von 2011 bis 2013 spielte er beim deutschen Bundesligisten TV Bühl.